# Teupin Drum
Teupin Drum is een bestuurslaag in het regentschap Aceh Timur van de provincie Atjeh, Indonesië. Teupin Drum telt 404 inwoners (volkstelling 2010).